# Episodi di Carabinieri (prima stagione)
La prima stagione della serie televisiva Carabinieri, formata da 24 episodi, è stata trasmessa in prima visione assoluta su Canale 5 dal 12 marzo  al 28 maggio 2002. Dopo il successo ottenuto, la prima stagione venne replicata in autunno dello stesso anno su Italia 1.
| nº | Titolo                   | Prima TV Italia |
| -- | ------------------------ | --------------- |
| 1  | Due tipi speciali        | 12 marzo 2002   |
| 2  | Una famiglia in arrivo   | 12 marzo 2002   |
| 3  | Una cinese di nome Gioia | 19 marzo 2002   |
| 4  | Feste in famiglia        | 19 marzo 2002   |
| 5  | Pronto, Alice            | 26 marzo 2002   |
| 6  | Un collega da aiutare    | 26 marzo 2002   |
| 7  | Golden Goal              | 2 aprile 2002   |
| 8  | Turni di assistenza      | 2 aprile 2002   |
| 9  | Per amore                | 9 aprile 2002   |
| 10 | Questione di fiducia     | 9 aprile 2002   |
| 11 | Adolescenti in fuga      | 16 aprile 2002  |
| 12 | Buon Natale              | 16 aprile 2002  |
| 13 | Fuochi                   | 23 aprile 2002  |
| 14 | Derby                    | 23 aprile 2002  |
| 15 | Sospetti                 | 30 aprile 2002  |
| 16 | Padri                    | 30 aprile 2002  |
| 17 | Un amore pericoloso      | 7 maggio 2002   |
| 18 | Sorveglianza speciale    | 7 maggio 2002   |
| 19 | Furti sospetti           | 8 maggio 2002   |
| 20 | Fantasmi                 | 14 maggio 2002  |
| 21 | Le tre sorelle           | 21 maggio 2002  |
| 22 | Un amico in pericolo     | 21 maggio 2002  |
| 23 | Cena a sorpresa          | 28 maggio 2002  |
| 24 | Fedeli nei secoli        | 28 maggio 2002  |

## Due tipi speciali
- Diretto da: Raffaele Mertes
- Scritto da: Marina Garroni e Massimo Melloni (soggetto)

### Trama
Nella caserma di Città della Pieve arrivano due nuovi carabinieri: Leonardo Bini e Paola Vitali, prima donna carabiniere per la cittadina. Diverse sono le opinioni riguardo a questa "novità": da un lato c'è il Maresciallo Capello favorevole all'inserimento, dall'altro il Maresciallo Palermo che ritiene che "le donne debbano fare le donne, non cercare di imitare gli uomini". Nel frattempo la città è scossa dalla scomparsa di un bambino di nome Mirko Paolucci all'interno di un centro commerciale. I carabinieri indagano in tutte le direzioni, mentre il sindaco Panni fa pressioni affinché si giunga presto ad una soluzione del caso per evitare il panico tra i cittadini. Il bambino, intanto, viene liberato due giorni dopo vicino al lago, senza alcuna richiesta di riscatto. I carabinieri dovranno scoprire chi si nasconde dietro alla sua scomparsa.
- Altri interpreti: Stefania Barca, Andrea Catena, Emanuela Faraglia, Federico Gentilini, Francesco Prando

## Una famiglia in arrivo
- Diretto da: Raffaele Mertes
- Scritto da: Luigi Spagnol, Marina Garroni (soggetto) e Massimo Melloni (soggetto)

### Trama
I carabinieri di Città della Pieve indagano ancora sul rapimento del bambino. I sospetti cadono sulla madre, che sembra disinteressata al ritrovamento del colpevole. Bini pedina la signora Paolucci e la vede entrare in chiesa per parlare con Don Luciano: seguendo questa pista si farà finalmente chiarezza sulla scomparsa di Mirko. Intanto Romanò si assenta durante un appostamento per andare a fare la spesa al supermercato, dove nota un ragazzo cinese uscire con un carrello con 50 kg di riso e ne parla con Capello, che si insospettisce. Giovanni trova i cassonetti vicino a casa sua sempre pieni e si scopre che è proprio il ragazzo cinese a buttare tutti i sacchi. I Carabinieri fanno quindi irruzione in una fabbrica abusiva dove vengono sfruttati immigrati clandestini di origine cinese. In caserma intanto arriva Gioia, la presunta amante del maresciallo Capello secondo i pettegolezzi di Romanò, che si rivelerà essere in realtà la figlia. Di professione infermiera, aiuterà una delle donne cinesi fermata alla fabbrica a partorire.
- Altri interpreti: Stefania Barca, Andrea Catena, Paolo Pagliai, Francesco Prando, Pietro Pulcini, Valentina Settimi, Li Taibo, Manuela Ungaro, Luca Ward

## Una cinese di nome Gioia
- Diretto da: Raffaele Mertes
- Scritto da: Marina Garroni (soggetto) e Massimo Melloni (soggetto), Isabella Franconetti e Mauro Marsili

### Trama
I genitori della neonata, spaventati poiché senza il permesso di soggiorno, fanno perdere le loro tracce, lasciandola in ospedale. I dottori decidono di chiamarla Gioia, mentre i carabinieri indagano per ritrovare i genitori e scoprire chi era a capo dell'organizzazione che sfruttava i clandestini. Bini è sempre più invaghito di Gioia Capello e cerca di conquistarla in modo un po' goffo, mentre Prosperi prova a far capitolare la Vitali, presa invece dal maresciallo Palermo. Intanto le indagini si concentrano su un furgone bianco, notato da Giovanni nei pressi della fabbrica. A dare man forte rientra in servizio anche Alberto Capitani, carabiniere esperto di informatica, di ritorno dal viaggio di nozze. I responsabili dell'organizzazione vengono arrestati dopo un lungo inseguimento, mentre i genitori della bambina decidono di tornare in ospedale e di riconoscere la figlia. Dopo le segnalazioni di alcuni piccoli furti in città, Mura e Bini trovano per strada un ragazzo in overdose, a causa di una partita di droga tagliata male. Giovanni gioca con i figli di Romanò a nascondino dentro la caserma e il capitano Ranieri scopre il suo nascondiglio all'interno dell'armadio nell'ufficio di Capello. I ragazzi organizzano una piccola festa a sorpresa per i 24 anni di Paola.
- Altri interpreti: Romolo Barbona, Giovanna Brilli, Edoardo Fanone, Raffaele Ottolenghi, Li Taibo

## Feste in famiglia
- Diretto da: Raffaele Mertes
- Scritto da: Mario Falcone

### Trama
La partita di droga tagliata male manda un altro giovane in ospedale. I carabinieri indagano e, grazie alla testimonianza della prima vittima, iniziano a pedinare tale Emilia Di Vincenzo. Intanto Tom cerca di stare vicino a Gigante che, in crisi con la moglie, se n'è andato di casa. Gioia cerca di instaurare un rapporto di amicizia con Paola, prendendo le sue difese durante una discussione con Mura in lavanderia: una sottoveste del bel Carabiniere è infatti rimasta accidentalmente tra il bucato di Mura; solo l'intervento tempestivo di Gioia riuscirà a risparmiare a Paola una lavata di testa da parte del severo brigadiere. Bini e Prosperi vedono la Di Vincenzo parlare all'interno del centro commerciale con un uomo che si scoprirà poi essere lo spacciatore. Le indagini infatti porteranno i carabinieri ad arrestare l'uomo con un appostamento nel vivaio di cipressi dove Giovanni aveva in precedenza ritrovato un sacchetto di droga sotterrato. Bini cerca in tutti i modi di attirare le attenzioni di Gioia, che però si è invaghita del maresciallo Palermo. Il sabato all'ora di pranzo i ragazzi si ritrovano tutti insieme presso la casa di campagna del Maresciallo Capello e Gioia, dove quest'ultima si ingelosisce per il feeling che sta iniziando a crearsi tra Paola e Tom. Il pranzo si conclude in fretta e furia dopo la chiamata urgente per una rissa nel ristorante di Gemma. Portati tutti i coinvolti in caserma, si scopre che la causa scatenante dell'acceso diverbio sia stata la rabbia di un uomo che suo cognato provoca alla sorella. Leo trova la figlia della coppia che piange di nascosto nel bagno della caserma.
- Altri interpreti: Tina Agrippino, Rosalba Ammendolea, Agnese Barbanera, Romolo Barbona, Valter Corelli, Luigi Grilli, Elisabetta Moretti, Francesco Pannofino, David Petri, Grazia Schiavo, Elisabetta Tucci

## Pronto, Alice
- Diretto da: Raffaele Mertes
- Scritto da: Miranda Pisione

### Trama
Continuano le indagini riguardanti i coniugi Mori che la sera prima erano stati additati dal fratello della donna, Gasparri, come protagonisti di un caso di violenza in famiglia. Nel frattempo la caserma è in agitazione: Paola riceve una lunga telefonata dal padre che è sempre più in ansia per la sua decisione di entrare nell'Arma dei Carabinieri, mentre la moglie di Gigante arriva per chiedere informazioni del marito e confessa a Tom che il motivo dei recenti dissapori è la sua relazione extraconiugale con il dentista presso il quale lavora. Leo viene nuovamente rimproverato dal Maresciallo Palermo per il poco rispetto che sembra dimostrare verso la divisa e ciò che questo rappresenta, mentre Gioia è nel bel mezzo del trasloco nell'appartamento in caserma del padre dopo l'allagamento della cascina. Durante la giornata in caserma arriva una nuova denuncia da parte di un agente di commercio per il furto della sua auto. Intanto Paola decide di non rispondere più alle telefonate insistenti del padre, Leo aiuta Gioia a sistemare la cascina e a portare via scatole e scatoloni. Il Maresciallo Palermo e il carabiniere Vitali indagano presso la scuola elementare su Alice, la figlia dei Mori, per sapere se gli insegnanti si siano mai resi conto di violenze subite anche dalla bambina. Con disappunto del Maresciallo, Paola riesce ad avvicinare proprio Alice e, con un espediente, a darle il suo numero di telefono. Dopo l'ennesima violenza la signora Mori viene ricoverata al pronto soccorso e operata. Alice trova il letto insanguinato della madre, scappa di casa e telefona a Paola. Scoperta una violenza anche ai danni della figlia, la signora si decide a denunciare il marito che viene arrestato poco dopo davanti al bar Pippo. Il giorno dopo Giovanni e Gioia si ritrovano testimoni di una rapina in banca. Più tardi i carabinieri trovano l'auto usata per la fuga abbandonata in un campo; risulterà essere proprio l'auto bianca la cui scomparsa era stata denunciata la mattina prima dal rappresentante di prodotti ortopedici. All'interno dell'abitacolo viene ritrovato un biglietto dell'autobus di Bologna su cui è annotato un numero di telefono di Città della Pieve, intestato ad un certo signor Cesetti. Per concludere in bellezza anche questa faticosa giornata di lavoro Paola riceve a sorpresa in caserma la visita di suo padre.
- Altri interpreti: Rosalba Ammendolea, Agnese Barbanera, Daniele Barcaroli, Roberto Carloncelli, Valter Corelli, Angelo Di Loreta, Cristiana Maceroni, Fausto Marchini, Francesco Pannofino, Claudia Scarpelli, Michele Sorbino, Luigi Tani, Antonio Tonelli, Manuele Ungaro, Augusto Zucchi

## Un collega da aiutare
- Diretto da: Raffaele Mertes
- Scritto da: Isabella Franconetti e Mauro Marsili

### Trama
Una nuova giornata ha inizio a Città della Pieve, ma in caserma tira una brutta aria. Il Capitano Ranieri, appena arrivato, nota l'assenza del carabiniere di turno in guardiola. Il maresciallo Palermo viene così incaricato di trovare Gigante che si rivelerà più nervoso e scorbutico del solito: dopo aver risposto in malo modo al capitano decide di fare i bagagli e lasciare l'arma. I suoi superiori gli concedono del tempo per riflettere. Il padre di Paola torna in caserma per affrontare la famosa discussione e convincere la figlia a tornare a casa invece di fare un "mestiere da barzelletta". La situazione viene risolta proprio da Tom che dirà all'uomo di andarsene visto che il carabiniere Vitali ha l'età adatta per prendere le proprie decisioni autonomamente. Paola sembra contrariata dall'intervento del maresciallo in quella che per lei era una questione di famiglia. Poco dopo la Vitali deve uscire proprio con Palermo per servizio, prima sotto copertura come operai del gas a casa del signor Cesetti, poi come felice coppietta appena sposata presso la casa di riposo dove il signore risulta ricoverato da mesi. I conti a questo punto non tornano: la casa dovrebbe essere effettivamente disabitata, ma riceve telefonate da Bologna. La situazione si chiarisce quando la vicina di casa del Cesetti chiama in caserma perché sente degli strani rumori. Dall'appartamento esce infatti l'infermiera della Casa di Riposo: i carabinieri scopriranno presto che si tratta della sorella del vicedirettore di Banca, complice della rapina ai danni della sua stessa banca nel disperato tentativo di saldare i suoi debiti di gioco. Intanto Gigante, sempre più depresso per la sua situazione sentimentale, si reca sul posto di lavoro della moglie per chiederle di lasciare il dentista. La donna, confusa, non sa cosa rispondere e lo vede andare via ancor più agitato del solito. In serata la stessa donna, recatasi in caserma per avere notizie del marito, chiede aiuto a Palermo per ritrovarlo. Nella sua stanza il maresciallo trova la fondina della pistola del collega vuota e chiede così a Paola e Leo di aiutarlo nelle ricerche, mantenendo però il massimo riserbo sulla vicenda per evitare che Gigante venga allontanato definitivamente dall'arma. Fortunatamente la situazione si risolve nel migliore dei modi.
- Altri interpreti: Aide Aste, Roberto Carloncelli, Anna Maria Chiodi, Gianna Coletti, Anna Teresa Eugeni, Elisabetta Gelsi, Alfredo Guerrini, Carla Guido, Cristiana Maceroni, Michele Sorbino, Manuela Ungaro, Augusto Zucchi

## Golden Goal
- Diretto da: Raffaele Mertes
- Scritto da: Mario Falcone, Marina Garroni (soggetto) e Massimo Melloni (soggetto)

### Trama
In caserma fervono i preparativi e gli allenamenti per l'importante sfida di calcio contro la squadra della Guardia di finanza. La forma fisica non è a buon punto, gli allenamenti pochi e improduttivi, e se da un lato Leo non ha proprio voglia di giocare, dall'altro Paola cerca di convincere i suoi colleghi ad inserirla in squadra, ma non tutti sono d'accordo. Nel frattempo si presenta in caserma, insieme al Sindaco Panni, la moglie di un ingegnere molto conosciuto nella cittadina che denuncerà il ritrovamento di una consistente somma di denaro nella camera della figlia Camilla. Dai pedinamenti della ragazza emergeranno storie di corse clandestine e un giro di prostituzione presso il centro benessere "Green Park" molto raffinato che vede coinvolti molti personaggi di spicco di Città della Pieve. Terminate le indagini e arrestati i colpevoli, arriva finalmente il momento della partita. Paola è stata inserita in squadra dal maresciallo Palermo come premio per la riuscitissima missione sotto copertura presso il centro benessere. Pur partendo come riserva, dopo l'infortunio di Capitani e il ritiro anzitempo di Leo, il maresciallo le permette di entrare in campo e la Vitali, in piena Zona Cesarini, riuscirà a segnare il goal della vittoria.
- Altri interpreti: Enrica Basso, Fabio Bongini, Veronica Bruni, Anna Campori, Silvia Cohen, Alessandro Di Stefano, Vania Fanfano, Ludovico Fremont, Matteo Mencini, Carlo Menichini, Mario Patané, Anna Safroncik, Joseph Scarlata, Giselda Spinelli, Virgilio Vincenzoni

## Turni di assistenza
- Diretto da: Raffaele Mertes
- Scritto da: Luigi Spagnol

### Trama
I titolari del centro benessere vengono arrestati e condotti in caserma per associazione a delinquere finalizzata all'induzione e favoreggiamento della prostituzione, con l'aggravante in quanto alcune delle ragazze coinvolte sono minorenni. Nonostante ciò il loro atteggiamento è ancora reticente. Anche il capitano Ranieri si reca in Caserma data la gravità dei fatti; i nomi delle persone coinvolte non vengono a galla. 
Nel frattempo viene riconvocata anche Camilla per far luce sulla questione: interrogata da Paola e dal maresciallo Palermo ancora non rivela alcuna informazione utile, dicendo di non sapere chi fossero gli uomini che incontrava. Dall'apertura dei file protetti nel pc prelevato al centro benessere, si scoprono i nomi di un assessore, di due consiglieri comunali, del direttore di banca, di alcuni giuristi, di un giudice di cassazione e anche del capitano Ranieri. 
La mattina seguente Gioia viene accompagnata al lavoro dal padre. Una volta entrati la ragazza viene subito informata della morte nella notte di una giovane donna, Angela Rosati. Nonostante fosse gravemente malata, il maresciallo vede in questa storia qualcosa di strano.
Nel pomeriggio tutto procede con la solita calma. Leo e Paola davanti a una spremuta si confessano: il ragazzo da prima chiede all'amica se l'essere divenuta tutta pappa e ciccia con Tom nasconda dell'altro, poi chiede anche consiglio per la sua cotta: sembra che tutti si siano resi conto dell'infatuazione tranne la diretta interessata, Gioia. 
Andato al bar per un caffè, Palermo si rende conto che della faccenda del Green Park è informata tutta la cittadina. Tornato in caserma, il maresciallo Capello convoca i suoi uomini per sapere chi ha spifferato i dettagli segreti di un'indagine riservata, ma la spia non ha la divisa: è Tina, la donna delle pulizie che viene rimproverata dal maresciallo Capello per aver rivelato fatti riservati della caserma. Anche il sindaco Panni è molto nervosa sul fatto degli assessori coinvolti nel centro benessere. 
Contemporaneamente anche Carlo ha i suoi problemi familiari: il fratello Ivan, arrivato a Città della Pieve qualche giorno prima, ha deciso di non tornare a casa. Per cercare di convincerlo, Prosperi chiede così aiuto a qualche collega. Intanto in caserma arriva una telefonata dal dottor Brandi per il maresciallo Capello: il medico, che aveva in cura "Angelina" Rosati, informa che le analisi precedenti alla morte non indicano le cause che avrebbero potuto causare il decesso. È necessario quindi effettuare l'autopsia, che rivelerà un altissimo tasso di insulina: si tratta di un presunto caso di eutanasia.
- Altri interpreti: Monica Antonacci, Serena Bennato, Fabio Bongini, Veronica Bruni, Luciano Ciandra, Silvia Cohen, Silvana De Santis, Daniele Falleri, Silvia Fiorentini, Ludovico Fremont, Alberto Gemignani, Gianni Giannini, Eleonora Mazzoni, Giuseppe Menzolini, Lorenzo Moncelsi, Helene Nardini, Anna Safroncik, Joseph Scarlata

## Per amore
- Diretto da: Raffaele Mertes
- Scritto da: Miranda Pisione, Massimo Melloni (soggetto) e Marina Garroni (soggetto)

### Trama
I carabinieri, grazie alle indicazioni del dottor Brandi, indagano su altri decessi sospetti avvenuti, come quello di Angelina Rosati, di notte e all'improvviso. Dalla lettura delle cartelle cliniche emerge che in tutti e tre i casi la dichiarazione di morte è stata firmata da un giovane medico, il dottor Carli. Il nome del dottor Carli è al centro delle indagini sia per la sua filosofia sul senso della vita, ma soprattutto per la falsificazione di un attestato di partecipazione a un congresso, utile a crearsi un alibi, un'intercettazione telefonica sospetta e il coinvolgimento con la caposala, Teresa, nel furto di morfina. Fortunatamente l'equivoco viene chiarito in fretta: la morfina non veniva rubata per eseguire l'eutanasia sui pazienti malati, ma per alleviare il dolore di alcuni bambini di cui si occupa in cura domiciliare affetti da leucemia e in attesa di un trapianto. Risolto questo problema rimane comunque quello degli omicidi. 
Riportando la morfina al suo posto, viene notata la mancanza di una fiala di insulina. I sospetti ricadono subito su Isabella, l'unica presente in quel momento in tutto il reparto, una volontaria che fino a qualche istante prima si stava occupando di allietare con le sue favole la degenza di un'anziana signora, anche lei malata terminale. La signora viene infatti ritrovata in fin di vita, ma grazie a un tempestivo intervento del dottor Carli lo shock insulinico non si rivelerà fatale. Isabella verrà ritrovata poco dopo, mentre esce dal bagno. La fiala d'insulina vuota viene trovata da Paola nello scarico del lavandino, mentre la siringa è nel cestino della spazzatura. Isabella confessa di aver agito per troppo amore: perché quelle donne non potevano più mangiare, dormire, ma soprattutto ridere. Confessa anche che la prima donna che ha aiutato a morire non era in ospedale: si trattava di sua madre, anche lei affetta da una grave malattia alle ossa. La volontaria viene quindi arrestata e portata in caserma tra lo stupore generale. Nel frattempo nella cittadina continuano i furti negli appartamenti: mentre nel primo caso la refurtiva è limitata a pochi soldi e qualche cd, nell'ultimo furto viene rubato alla giovane proprietaria un importante documento, attraverso il quale il suo ex marito si impegnava a lasciarle la casa e tutto quello che conteneva in seguito al divorzio.
- Altri interpreti: Stefan Bendula, Roberta Bobbi, Lorenzo Caccialanza, Anna Campori, Edgar Junior Cani, Silvana De Santis, Daniele Falleri, Ludovico Fremont, Tommaso Gandino, Alberto Gemignani, Evelina Gori, Damiano Mazzarelli, Eleonora Mazzoni, Gabriele Mezzetti, Helene Nardini, Amerigo Saltutti, Simome Scattoni, Laura Tanziani, Marzia Tedeschi

## Questione di fiducia
- Diretto da: Raffaele Mertes
- Scritto da: Mario Falcone, Marina Garroni (soggetto) e Massimo Melloni (soggetto)

### Trama
Ivan ancora non si decide a voler tornare a casa e Carlo è preoccupato perché pensa che possa avere qualche problema: chiede così un aiuto a Leo. Gigante invece dice di aver preso una decisione con la moglie: si separeranno. Prima uscita della giornata: Tom e Paola vanno al cantiere del Dottor Gatti, marito della donna derubata la sera prima, il quale dichiarerà di voler vendere l'appartamento perché di sua proprietà e di non essere interessato al documento firmato perché assolutamente senza valore. Nel pomeriggio Gioia vede Ivan in compagnia di tipi poco raccomandabili. Leo sospetta che possa fare uso di sostanze stupefacenti: racconta tutto a Paola, ma decide di non raccontar niente a Carlo facendogli capire che si tratta solo di questioni d'età. Nel frattempo Palermo sta incominciando a cedere al fascino della giovane carabiniera, ma nel momento in cui sta per invitarla a un concerto viene interrotto da Romanò che avvisa Paola della presenza di un ragazzo che l'aspetta davanti al portone. Non sapendo che si tratta del fratello, Tom fa un passo indietro, rimette i biglietti in tasca e dice al Carabiniere di fare in fretta, perché il lavoro li attende. Nel frattempo le indagini su Gatti continuano. Dopo una visita in banca si scopre che di recente ha avuto parecchi problemi: gli è stato revocato il fido, ha il conto praticamente in rosso, le carte di credito sono state bloccate e durante la notte al cantiere gli hanno fatto saltare un'escavatrice, ma per questo danno non ha sporto denuncia. Lo stesso pomeriggio, nel riaccompagnare al campo nomadi alcuni ragazzini sorpresi a rubare, viene scoperta altra merce rubata fasciata proprio con la scrittura privata della signora Gatti. Mentre Paola e Tom vanno a comunicarglielo, l'uomo riceve la visita di due uomini che dopo poco ritornano alla loro vettura, ma dall'ufficio di Gatti si sente il rumore di un colpo di pistola. Fortunatamente questo gesto non avrà gravi conseguenze, Gatti al risveglio dell'operazione confesserà tutto e gli usurai che poco prima erano nel suo ufficio vengono arrestati. Dopo una nottata trascorsa in archivio con Palermo anche Paola incomincia a subire il fascino del giovane maresciallo. Il mattino seguente confessa a Giovanni di essersi innamorata.
- Altri interpreti: Valentina Ambrogi, Luciana Angeletti, Luigi Arcieri, Stefan Bendula, Lorenzo Caccialanza, Edgar Junior Cani, Lucilla Diaz, Ludovico Fremont, Tommaso Gandino, Gian Paolo Mai, Damiano Mazzarelli, Riccardo Monizza, Leonardo Morelli, Amerigo Saltutti, Luigi Tani, Laura Tanziani

## Adolescenti in fuga
- Diretto da: Raffaele Mertes
- Scritto da: Marina Garroni (soggetto), Massimo Melloni (soggetto), Mauro Marsili e Isabella Franconetti

### Trama
Il clima del Natale incomincia a farsi sentire anche a Città della Pieve. Mentre in caserma si prepara l'albero, arriva la segnalazione di una ragazza, Claudia Marini, scappata di casa a Caserta. Le indagini fatte in luogo conducono alla cittadina umbra e anche Giovanni conferma di averla vista al supermercato. I problemi continuano anche per Carlo che, ottenuto il permesso dal maresciallo Capello per tornare a casa per le feste, va a cercare il fratello, ma trova la stanza vuota. Dopo un giro per la città lo ritrova malconcio, accasciato tra gli alberi del parco. Le indagini su Claudia Marini si indirizzano verso una scuola d'arte, dopo che i genitori della ragazza raccontano della presenza del fidanzato irlandese e pittore. Per quanto riguarda Ivan invece, le cose si fanno più complicate. Bisogna aiutare Ivan facendo in modo che la cosa non venga a galla, per evitare che la carriera di Carlo possa essere rovinata. Ivan ha molti debiti con gli spacciatori, che minacciano anche di prendersela con i genitori a Grottaferrata nel caso in cui non dovesse pagare entro la serata. A questo punto Leo, Carlo e Paola chiedono aiuto a Tom per tendere una trappola e arrestarli tutti sul fatto, ma nella concitazione dell'operazione gli strozzini prendono Paola e la minacciano con un coltello alla gola. La situazione si risolve soltanto con il tempestivo intervento di Tom che coglie l'uomo alle spalle. Tornati in caserma le confesserà di essersi spaventato molto vedendola nelle mani di quell'uomo e dopo qualche sguardo d'intesa si baciano.
- Altri interpreti: Monica Antonacci, Luigi Arcieri, Rozen Corbel, Edoardo Fanone, Ludovico Fremont, Laura Fuccelli, Pasquale Luigi Gorlero, Gian Paolo Mai, Antonio Milo, Marco Petrella, Adamo Rondoni, Enrica Rosso, Graziano Vinti

## Buon Natale
- Diretto da: Informazione non disponibile
- Scritto da: Marina Garroni (soggetto), Massimo Melloni (soggetto) e Luigi Spagnol

### Trama
Continuano gli appostamenti alla villa del pittore irlandese dopo che Tom e Paola hanno avuto la certezza della presenza della ragazza. A rovinare tutto ci pensa Leo che, troppo impulsivo e anche un po' goffo, si fa vedere dai ragazzi, che riescono così a scappare. Per fortuna, grazie a una telefonata che la ragazza fa alla madre, vengono rintracciati e la vicenda si risolve in fretta, ma non senza problemi: il ragazzo ha infatti rubato una pistola e minaccia ora Tom e Paola, che per primi hanno raggiunto il casolare dove si erano rifugiati i ragazzi. Ritornati in caserma, tutti si apprestano a trascorrere il Natale nel migliore dei modi. Gioia con il padre in caserma, Leo chiama di corsa la madre per avvisare della sua assenza, dopo che la bella infermiera gli ha promesso una allegra serata in caserma. Gigante torna a casa per il figlio e anche Romanò e Mura partono per una tradizionale cena di famiglia. Paola e Tom stanno organizzando il loro dopocena proprio a casa del bel maresciallo e Giovanni chiede di poter fare babbo Natale e distribuire i regali a tutti. Poco prima della cena però un regalo inaspettato arriva proprio davanti al portone, si tratta di una bambina abbandonata che per la notte non può far altro che restare accudita in caserma. Proprio nel momento in cui Gioia e Tom si stanno occupando della bambina, Paola passa davanti alla porta del salottino e fraintende la situazione, così, sentendosi tradita dall'uomo, scappa, ignorando anche il cellulare che continua a suonare per le insistenti chiamate di Tom.
- Altri interpreti: Azzurra Antonacci, Ezio Maria Arcangeli, Adrian McCourt, Antonio Milo, Salvatore Musarò, Patrick Pistolesi, Enrica Rosso, Michele Sorbino, Manuela Ungaro

## Fuochi
- Diretto da: Raffaele Mertes
- Scritto da: Marina Garroni (soggetto), Massimo Melloni (soggetto) e Miranda Pisione

### Trama
È il 31 dicembre e della madre di Alessandra, la bambina ritrovata in caserma a Natale, non si sa niente. Paola non rivolge ancora la parola a Tom che le chiede spiegazioni ma, per vari motivi, non riesce a ottenere risposta. Leo vorrebbe chiedere a Gioia di trascorrere il Capodanno con lui ma, proprio nel momento in cui trova il coraggio di farlo, accanto a loro un bambino rimane ustionato giocando con dei petardi illegali. Le indagini trovano una svolta nel momento in cui viene ritrovata una macchina abbandonata, all'interno della quale ci sono tracce del passaggio di Alessandra. Si scoprirà presto che l'automobile era stata prestata dalla proprietaria all'amica mamma di Alessandra che ha abbandonato la figlia perché non sa come mantenerla: il padre della bambina, uomo sposato della cittadina, non vuole aiutarla. Risolta la faccenda, Tom cerca ancora di parlare con Paola, le chiede di andare a ballare con lui per festeggiare Capodanno, lei sembra cedere ma proprio in quel momento arriva Gioia. La giovane, infastidita per il sospetto tempismo, si allontana lasciando anche questa volta Tom senza una risposta. La sera sembra essere sul punto di incominciare, ma nessuno ha dei progetti fatti e Gioia, in un momento di particolare sfacciataggine, chiede a Tom di festeggiare con lei.
- Altri interpreti: Patrizia Bollini, Ginevra Colonna, Cristiana Esposito, Pietro Fornaciari, Eleonora Gaggioli, Andrea Giovagnoni, Loris Loddi, Alex Papi, Barbara Piva, Michele Sorbino, Arianna Vitolo

## Derby
- Diretto da: Raffaele Mertes
- Scritto da: Marina Garroni (soggetto), Massimo Melloni (soggetto) e Claudio Corbucci

### Trama
Nei pressi dello stadio c'è una rissa tra tifosi ed è richiesto l'intervento dei carabinieri per sedare la rivolta e portare i coinvolti in caserma. Durante i concitati momenti della rissa, il maresciallo Capello si sente male, viene soccorso subito dal maresciallo Palermo che temendo un infarto, lo porta in ospedale. Si trattava solo una lieve pericardite, ma le ansie della figlia Gioia portano Capello a rimanere più giorni in ospedale per effettuare ulteriori analisi. Nel frattempo Palermo prende le redini della caserma e si rende conto dai fogli di servizio che il maresciallo aveva fatto in modo di non mettere mai in servizio lui insieme alla Vitali che nel frattempo fa di tutto per evitarlo sempre più. Una bella mattina è proprio Tom a prendere l'iniziativa e chiede a Paola per quale motivo si comporta in quella maniera. La ragazza, fredda e orgogliosa come al solito, dice al maresciallo che per loro non ci può essere alcun tipo di futuro e di dimenticare tutto ma Tom, che non vuole dimenticare, la bacia e Paola gli tira uno schiaffo. Subito dopo arriva Gioia che chiede a Palermo di accompagnarla in ospedale dal padre. Alla fine della visita però la ragazza corre da lui dicendogli che ora va tutto bene, ma si è spaventata molto nei giorni precedenti per la malattia del padre e per la paura di rivivere la morte di un genitore. Così, fragile e confusa, bacia Tom che ricambia vista la recente delusione.
- Altri interpreti: Michele Annunzata, Patrizia Bollini, Francesco Caruso Cardelli, Andreas Di Egidio, Alessia Duca, Pietro Fornaciari, Angelo Giugliano, Loris Loddi, Alex Papi, Valeria Sabel

## Sospetti
- Diretto da: Raffaele Mertes
- Scritto da: Massimo Melloni (soggetto), Marina Garroni (soggetto), Isabella Franconetti e Mauro Marsili

### Trama
Il maresciallo Capello può uscire dall'ospedale ma Gioia, che doveva andare a prenderlo, è ancora a letto insieme a Tom. Non le rimane altro che farsi accompagnare in caserma e scusarsi con il padre ma lì il clima è teso: Gioia appena sente nominare "Palermo" salta come un grillo e va sulla difensiva. Il maresciallo, dal canto suo, sembra non riuscire neanche a guardare negli occhi Capello. La storia sembra andare a gonfie vele per rinvigorire i cuori strapazzati dei due, ma in caserma incominciano a girare strani pettegolezzi. Obiettivo primario: non far giungere le voci alle orecchie del comandante. Nel frattempo chiama Tina: il conte Chiaravalle, dal quale doveva andare a fare le pulizie, continua a non rispondere al suono del campanello e alle telefonate. Una volante si reca sul luogo e gli uomini trovano il cadavere del Conte stesso steso sul pavimento del salotto. I primi sospetti ricadono sul nipote, unico erede del Conte ed erede di un ingente patrimonio della madre già dilapidato, che però dichiara di non aver avuto alcun interesse nell'omicidio dello zio visto che era malato di tumore ormai in fase terminale. Proseguendo le indagini si scoprirà però che erano in corso delle pratiche di riconoscimento di un figlio avuto molti anni prima, che non aveva mai dichiarato di aver avuto per non rovinare il suo matrimonio. Con il riconoscimento di un figlio legittimo la parte di eredità spettante al nipote va decisamente a scemare, per questo i sospetti cadono nuovamente sul giovane Chiaravalle.
- Altri interpreti: Massimo Cimaglia, Rita Di Lernia, Ivana Giordan, Marcello Lillini, Michele Sorbino, Manuela Ungaro, Antonio Zequila

## Padri
- Diretto da: Raffaele Mertes
- Scritto da: Marina Garroni (soggetto), Massimo Melloni (soggetto) e Luigi Spagnol

### Trama
Puntata incentrata sulle figure paterne. Gigante ha problemi con il figlio. Questo infatti scappa dopo la scuola e viene ritrovato in stazione in attesa di un treno che lo porti dai nonni che abitano a Rovigo, gli unici, a suo parere, che gli vogliono bene veramente. Sandro si rende così conto che le continue tensioni con l'ormai ex moglie fanno soffrire molto anche lui, più di quanto non avesse immaginato. Il conte di Chiaravalle prima della morte aveva avviato le pratiche per riconoscere un figlio illegittimo avuto con l'allora donna di servizio. Questa negli anni ha allevato il bambino insieme all'attuale marito, nonché giardiniere del conte, il signor Minucci, tenendo nascosta la vicenda in cambio della casa ove ora abitano e del lavoro offerto all'uomo. Dopo aver trovato proprio la giacca del Minucci nella cuccia dei cani e tracce di quella sotto le unghie della vittima, scatta il fermo cautelare per l'uomo che confessa la preterintenzionalità del reato. Quel pomeriggio si era recato dal conte per chiedergli di non andare oltre con il riconoscimento, ma questi gli aveva offerto altro denaro. È lì che era scoppiata la lotta tra i due uomini. Altro problema di padri è quello del padre di Gioia: il maresciallo Capello. Tom ha dei dubbi su come reagirebbe se sapesse della relazione con la figlia e per questo motivo ha soprattutto paura di essere scoperto. Capello sta effettivamente sospettando che la figlia possa avere una relazione con qualcuno a causa dei turni notturni un po' troppo frequenti che le stanno capitando ultimamente. Ogni timore è confermato la mattina seguente quando, affacciato alla finestra, vede Gioia rientrare in caserma in moto con il maresciallo Palermo e i due baciarsi appassionatamente proprio sulla soglia del portone. La felicità della coppia ha comunque breve durata. Rientrando in caserma, i ragazzi incontrano Paola che li saluta freddamente. Tom non può far altro che rimanere colpito dalla situazione e confessa a Gioia di volerle molto bene, ma di non poterle dare ciò che vuole, poiché è innamorato di un'altra donna. Sempre in tema di padri arriva in caserma Riccardo, il figlio di Mura, che ha in serbo per lui una bella sorpresa, peccato che il suo modo di essere non gliela fa vedere come tale. Riccardo infatti è sposato e in attesa di un bambino, e la moglie è di colore.
- Altri interpreti: Julien Christel Akouala, Gabriella Barbuti, Matteo Bottiglieri, Mauro Celaia, Massimo Cimaglia, Renata Di Leone, Gesualdo Fumo, Lucilla Rapicetti, Pietro Sermonti, Michele Sorbino, Antonio Zequila

## Un amore pericoloso
- Diretto da: Raffaele Mertes
- Scritto da: Marina Garroni (soggetto), Massimo Melloni (soggetto) e Miranda Pisione

### Trama
Il primo problema della giornata è il ritrovamento di Mariuccio, un giovane strampalato della cittadina, in fondo a un fosso mentre la sua bicicletta era tutta deformata sul bordo della strada. Troppo deformata per essere semplicemente una caduta. Leo incontra Mariuccio al bar Pippo e decide di seguirlo, scoprendo che il ragazzo si inoltra in un sentiero nel bosco sino a raggiungere un casolare abbandonato. Lì consegna un pacchetto con una porzione di torta a una ragazza, ma prima che Leo possa controllare cosa succede, lui e Mariuccio vengono colpiti alla testa. La perdita di coscienza fa perdere la memoria a Leo sul come ritrovare il casolare ma nel frattempo si è scoperto che questo è il covo per un giro di prostituzione. Al suo interno viene trovata soltanto Maria, la ragazza alla quale Mariuccio portava da mangiare. Maria racconta che il giro di prostituzione è retto da due uomini: un russo, Victor, e un italiano, che convincevano le donne a venire in Italia con la scusa di un lavoro, ma poi le obbligavano ad andare sulla strada. Tra i ricordi di Maria c'è anche il nome Bernardini import export ovvero il nome di un'impresa di importazioni ed esportazioni sotto la quale si celerebbe il traffico clandestino. Da un appostamento davanti all'ufficio della ditta, Mariuccio riconosce nel ragioniere dell'impresa uno degli uomini presenti nella villa, anche se non è l'uomo che lo ha picchiato.
- Altri interpreti: Alessandra Maria Barzaghi, Ettore Bassi, Aldo Ciuffardi Rogi, Rodolfo Corsato, Attilio Duse, Maria Lovetti, Lorenzo Micoli, Marco Prosperini, Massimo Schina, Dorelia Vasilescu

## Sorveglianza speciale
- Diretto da: Raffaele Mertes
- Scritto da: Marina Garroni (soggetto), Massimo Melloni (soggetto) e Claudio Corbucci

### Trama
Mentre la scomparsa del Maresciallo Palermo continua a sollevare interrogativi continuano i pedinamenti di Carlo Marzi, il ragioniere della Bernardini import export che conduce i carabinieri a un casolare dove le ragazze vengono trattenute appena arrivate in Italia. Il comportamento di Marzi comunque continua a non essere chiaro, parla senza sottintendere niente e scandisce più di una volta il luogo e l'ora degli appuntamenti, inoltre sembra spesso guardare verso le telecamere che sono state nascoste al di fuori del casolare. Il giorno dopo grazie a Giovanni si scopre che Victor, il socio di Marzi, ha una fidanzata che si chiama Patrizia e fa la parrucchiera proprio a Città della Pieve. Con un espediente viene rintracciato il numero di telefono di Victor e vengono effettuate intercettazioni sul suo cellulare che svelano luogo e ora dell'incontro con il boss trafficante di droga Tommasino. Con una retata quindi tutti i protagonisti di questa vicenda vengono arrestati e portati in caserma, le ragazze hanno la possibilità di essere liberate ma le sorprese non sono finite. Infatti, arrivati in caserma, Marzi confesserà di chiamarsi Andrea Ferri e di essere un maresciallo dei ROS. Dopo un colloquio con il capitano Pittarresi, la posizione del giovane maresciallo viene finalmente chiarita. Ferri infatti era da un anno infiltrato come Carlo Marzi nell'organizzazione malavitosa ed era così diventato il braccio destro di Victor. Nel momento in cui anche i carabinieri di Città della Pieve avevano iniziato a indagare sull'uomo, gli era stato imposto di annullare tutta la missione e a quel punto egli aveva deciso di disobbedire e continuare l'operazione sapendo comunque di avere una copertura. Per punizione Ferri viene così trasferito e dal dipartimento dei ROS si ritrova destinato alla piccola cittadina grazie a un posto appena rimasto vacante. Palermo accetta il ROS (prendendo il posto del nuovo arrivato) e andrà a finire su tutte le pagine del giornale nazionale.
- Altri interpreti: Ettore Bassi, Rodolfo Corsato, Clenenza Fantoni, Ivy Holzer, Maria Grazia Nazzari, Marco Prosperini, Massimo Schina, Mattia Settimelli, Dorelia Vasilescu

## Furti sospetti
- Diretto da: Raffaele Mertes
- Scritto da: Marina Garroni (soggetto), Massimo Melloni (soggetto), Isabella Franconetti e Mauro Marsili

### Trama
La caserma è in fermento per un'imminente ispezione. Ferri cerca di ambientarsi nella piccola cittadina, ma ciò che emerge chiaramente è una sorta di allergia alle divise. Nessuno infatti gliene ha ancora vista indossare una. Pippo ha riscontrato due furti nel suo locale a distanza di pochi giorni: prima il fondo cassa della lotteria poi il nuovissimo computer portatile. Altra denuncia viene direttamente dal canile. Un pitbull, che pochi giorni prima era stato ritrovato abbandonato per le strade della città, ora è stato portato via. La pista delle lotte clandestine viene subito a galla e, seguendo il camion del macellaio visto troppe volte nella zona del canile, si scopre che tiene, nel proprio allevamento di maiali, anche molti cani tenuti in gabbie. Sorvegliandolo emerge il luogo e l'ora del successivo incontro e grazie a un intervento tempestivo è possibile fermare il massacro e arrestare i colpevoli. Altri furti vengono però denunciati. Prima un cellulare presso il liceo, e a confessare il reato è proprio Stefano, il figlio del capitano Ranieri. Poi la sorella di Pippo, madre di Jessica, denuncia il furto di molti oggetti d'oro. A dare la giusta visione per tutti questi piccoli furti è anche questa volta Giovanni che confessa a Paola di aver visto proprio la ragazza portar via dal bar il PC portatile dello zio e con una simpatica operazione sotto copertura impeccabile Carlo, Andrea e Paola hanno la conferma che a portare via i soldi dal bar è stata proprio Jessica. Per finire la serata Leo incontra Gioia per i corridoi della caserma. Il suo umore è ancora molto basso e il ragazzo, dopo essersi sentito dire quanto sia un buon amico, ma quanto in fondo non possa capire la sua situazione, confessa in lacrime alla ragazza di sentirsi uno sciocco e che si è innamorato di lei la prima volta che l'ha vista.
- Altri interpreti: Giorgio Bettozzi, Lucia Chirico, Fernando Fastelli, Riccardo Flammini, Francesca Mencarelli, Daniele Michienzi, Pietro Sermonti

## Fantasmi
- Diretto da: Raffaele Mertes
- Scritto da: Marina Garroni (soggetto), Massimo Melloni (soggetto) e Luigi Spagnol

### Trama
In caserma nessuno sembra saper usare il computer tranne Capitani, che però ha appena ottenuto il trasferimento: c'è pertanto bisogno di insegnare a qualcuno a compiere le ricerche. Prosperi è la vittima designata: l'ordine giunge direttamente da Capello. Nel frattempo continuano i pedinamenti a Jessica, che sicuramente nasconde qualcosa. Dopo la giornata di lavoro, Paola e Andrea la seguono mentre si allontana in macchina con un ragazzo, ma in breve tempo tra la coppietta scoppia un violento litigio e la ragazza scappa via urlando. Uno sviluppo per le indagini avviene il giorno seguente: Carlo incontra un ragazzo che vende il suo stereo usato, ma al momento dell'incontro Paola lo riconosce: è lo stesso che la sera prima litigava con Jessica. Anche lui riferisce di aver notato il recente cambiamento d'umore della ragazza, motivo della recente lite. Dopo la segnalazione di un furto al cimitero, vengono trovate tracce della presenza di sette sataniche proprio in quel luogo, tesi confermata dall'onnipresente Giovanni. Per la serata viene così organizzato un appostamento con Carlo, Mura, Leo e Romanò. Sul luogo però giungono anche Andrea e Paola che stavano seguendo Jessica. Si scopre così che sia la ragazza che il figlio del capitano Ranieri facevano parte di quelle sette e così si giustificano i continui furti. Intanto la "Sindachessa" chiede aiuto al Maresciallo Capello per convincere gli esperti d'arte a esporre il Perugino all'inaugurazione del museo cittadino.
- Altri interpreti: Lorenzo Alessandri, Riccardo Flammini, Bianca Galvan, Maria Lovetti, Mino Manni, Guido Quintozzi, Edoardo Sala, Alessandro Sgarra

## Le tre sorelle
- Diretto da: Raffaele Mertes
- Scritto da: Marina Garroni (soggetto), Massimo Melloni (soggetto) e Miranda Pisione

### Trama
Dopo essersi resi conto che il Perugino esposto al museo non è altro che una copia, partono le indagini. Innanzitutto si cerca di capire chi può aver realizzato la copia e come può esser stata sostituita. Si parte subito dall'indagare sul proprietario di un piccolo negozio d'arte che anni prima aveva ricevuto diverse denunce, ma sempre ritirate. L'uomo dichiara di aver ricevuto molti anni prima una copia proprio del quadro in questione, ma di averlo venduto poco tempo prima a un cliente misterioso. Le analisi sulla tela fanno anche scoprire chi ha riprodotto il quadro: il falso risale infatti a quasi 50 anni prima ed era passione proprio dell'allora proprietario trascorrere le ore estasiato a guardare l'opera e riprodurla. Da seguire è anche la pista di un qualche collezionista che porta al tuttofare dell'ufficio del sindaco, questi viene pedinato e viene visto andare in banca a ritirare 20.000 euro in contanti ricevuti tramite bonifico pochi giorni prima da uno dei finanziatori dell'esposizione cittadina. Questo finanziatore è il farmacista, che confessa di aver pagato in nero l'uomo per risistemargli la cantina, ma qualcosa in quel sotterraneo non quadra per la presenza di un bocchettone dell'aria in una parete che dovrebbe essere circondata da sola terra. La piantina del catasto risolverà in fretta il mistero: nel sotterraneo è stata fatta una seconda parete che nasconde un ambiente segreto. Dietro la parete appare la collezione di tutte e tre le sorelle che da 200 anni non venivano esposte insieme. L'uomo viene quindi condotto in caserma e arrestato, ma con lui anche il tuttofare, complice del furto. Mentre erano fuori per pattuglia Leo e Romanò vedono due ragazzi che minacciano la moglie e la figlia di un uomo di colore che la sera prima era stato condotto in caserma perché vittima di una rissa, ma alla vista dei carabinieri i ragazzi salgono sulle loro motociclette e scappano. Romanò scende dall'auto per controllare le condizioni della donna e della bambina, mentre Leo si mette al loro inseguimento. Durante la folle corsa sulla strada statale uno dei ragazzi scivola con la propria moto e Leo, sopraggiunto da dietro una curva, per non investirlo, finisce fuori strada: la macchina si capovolge e lui perde i sensi. Il tempestivo intervento dei colleghi in suo soccorso sarà determinante a tirarlo fuori dall'auto prima che questa esploda.
- Altri Interpreti: Albano Bufalini, Claudio Chico, Annie Depardieu, Pino Ferrara, Paolo Giovannucci, Maria Cristina Heller, Vanni Materassi, Gaetano Mosca, Edoardo Sala, Alex Van Damme, Guido Zaccagnini

## Un amico in pericolo
- Diretto da: Raffaele Mertes
- Scritto da: Marina Garroni (soggetto), Massimo Melloni (soggetto) e Claudio Corbucci

### Trama
Dopo l'incidente Leo è entrato in coma e a suo carico è stata aperta un'inchiesta perché non sarebbe dovuto andare all'inseguimento delle moto da solo. Nel frattempo proseguono le indagini, non resta da fare nient'altro se non andare a sentire nuovamente Sahid Bourgiba per chiedere altre informazioni della rissa del giorno prima. Da lui non arriva nessuna informazione, ma i suoi colleghi raccontano di un episodio simile accaduto qualche settimana prima proprio presso la falegnameria dove lavora. Il coma di Leo dura poco: dopo il risveglio sembra esser andato tutto a posto tranne un ematoma vicino alla milza che non si è riassorbito. È necessario rimuoverlo chirurgicamente prima che provochi un'emorragia interna, ma il gruppo sanguigno del ragazzo è molto raro e non c'è sufficiente scorta di sangue in ospedale a supporto dell'operazione. Anche Gioia è però dello stesso gruppo e Andrea è 0 Rh-, peccato che "il mitico maresciallo dei ROS ha paura degli aghi". Ciò che si scopre essere dietro alla vicenda dell'uomo è un giro di lavoro nero che proprio Sahid aveva scoperto e cercato di denunciare prima che sia lui che la sua famiglia fossero minacciati. Conclusa l'indagine, Paola e Andrea vanno a trovare Leo in ospedale ormai vicino alla guarigione, ma anche in quest'occasione non mancano le continue frecciatine di Andrea contro Paola per la corte che continua a farle il dottor Carli, così scatta lo scherzo: Andrea racconta al dottore di un fantomatico inestetismo presente sul gluteo destro della ragazza che avrebbe la necessità di una consulenza. Carli così avvicina e ne parla con un'imbarazzatissima Paola che giura ad Andrea di fargliela pagare tra le risate di Leo, ma un secondo dopo proprio Leo cadrà a terrà privo di sensi.
- Altri interpreti: Vitalba Andrea, Margherita Corniali, Annie Depardieu, Pasquale Esposito, Alberto Gimignani, Salvatore Gioncardi, Paolo Giovannucci, Vanni Materassi, Guido Orlandi, Armando Roscia, Nanni Tamma, Anna Maria Torniai, Alex Van Damme

## Cena a sorpresa
- Diretto da: Raffaele Mertes
- Scritto da: Marina Garroni (soggetto), Massimo Melloni (soggetto), Isabella Franconetti e Mauro Marsili

### Trama
Motivo di agitazione nella cittadina è un palazzo pericolante nella centralissima via Roma. È assolutamente urgente sgombrare il palazzo, ma una signora dell'ultimo piano si ostina a non lasciare il proprio appartamento finché non trova suo nipote, che però si è nascosto sul tetto. Nella fase di sgombero una giovane segretaria si ostina a voler salire presso l'ufficio a recuperare delle carte molto importanti, ma tra un invito e un ordine viene riportata al sicuro. Proprio nel momento in cui tutte le complicazioni sembrano essersi risolte, tra due travi delle scale del palazzo vengono trovati degli orologi fasciati con carta di giornale di Firenze. Quella serie di orologi compaiono sulla lista di un furto avvenuto tempo prima proprio nel capoluogo toscano, i responsabili sono già stati fermati, ma risulta che la fidanzata di uno di questi abiti proprio a Città della Pieve. La signorina Tibberi viene quindi convocata in caserma e Paola riconosce in lei la segretaria vista sulle scale del palazzo sfollato. Dall'interrogatorio emerge che a nascondere il pacchetto nelle scale era stata proprio lei su richiesta del Fornaroli, ma senza conoscerne il contenuto. Nel frattempo vengono ricoverati all'ospedale per intossicazione alimentare tutti gli invitati della sera precedente al ristorante di Gemma tra i quali però c'erano anche il maresciallo Capello e il sindaco Panni che non mostrano alcun sintomo. Il locale deve essere chiuso e le analisi rivelano delle anomalie nel brodo ma, conoscendo la fama di Gemma, proprio non ci si spiega come questo sia potuto capitare. Almeno il caso della giovane Tibberi e di Costante Fornaroli è di facile risoluzione: dal pedinamento della ragazza si scopre infatti il casolare presso il quale l'uomo era nascosto e da questo la complicità della coppia nel furto dei preziosi.
- Special guest star: Edoardo Siravo
- Altri interpreti: Rosa Di Brigida, Massimo Lello, Teresa Ronchi, Dionigi Sabia, Pietro Sermonti, Miriana Trevisan

## Fedeli nei secoli
- Diretto da: Raffaele Mertes
- Scritto da: Marina Garroni (soggetto), Massimo Melloni (soggetto) e Luigi Spagnol

### Trama
Dopo la caduta di una mensola presso il suo locale, Gemma scopre che uno dei barattoli che la sera della cena contenevano il brodo non era in realtà uno dei suoi. Si incomincia così a pensare che l'avvelenamento non sia stato frutto di una negligenza della donna. Si indaga anche sugli ospiti della cena: era infatti stata organizzata da un imprenditore locale al fine di convincere degli acquirenti francesi a concludere un contratto. Dopo che la firma del contratto è saltata probabilmente qualche concorrente dell'imprenditore potrà trarne vantaggio e si scopre proprio che la fidanzata del lavapiatti di Gemma lavora presso il maglificio concorrente. Nel frattempo continua la corte spietata del dottor Carli a Paola e ovviamente continuano gli scherzi di Andrea. Dopo aver saputo di un invito a cena ricevuto dalla ragazza arriva persino a chiamarla sul cellulare fingendosi il dottore ma Paola, che ormai ha un buon istinto da Carabiniere capisce lo scherzo e sta al gioco: vede Ferri in cortile che parla al telefono e lo intrattiene tanto da avere il tempo di riempire una conca d'acqua e tirargliela in testa. Dal momento che la pista del lavapiatti sembra non portare da nessuna parte in caserma si indaga sull'uomo che è stato visto litigare con Gemma. Si scopre essere Marcello Nardi, ex cuoco del ristorante che le ha in passato fatto diversi prestiti. Con uno stratagemma i carabinieri riescono a far confessare l'uomo: è stato lui a cambiare il barattolo del brodo con quello avariato affinché la donna per i danni recati fosse ancora costretta a chiedere un prestito a lui e indebitarsi così per tutta la vita. Leo lascia la caserma: ha deciso di non rinnovare la ferma e il suo servizio militare è terminato, ma dopo la confessione di Gioia le promette di fare di tutto per tornare appena possibile.
- Special guest star: Edoardo Siravo
- Altri interpreti: Alberto Gimignani, Simone Gualtieri, Maria Lovetti, Eliana Lupo, Emilia Marra, Pietro Sermonti